# Stazione di Hohtenn
La stazione di Hohtenn è una stazione ferroviaria posta sulla linea del Lötschberg. Serve l'omonimo centro abitato.

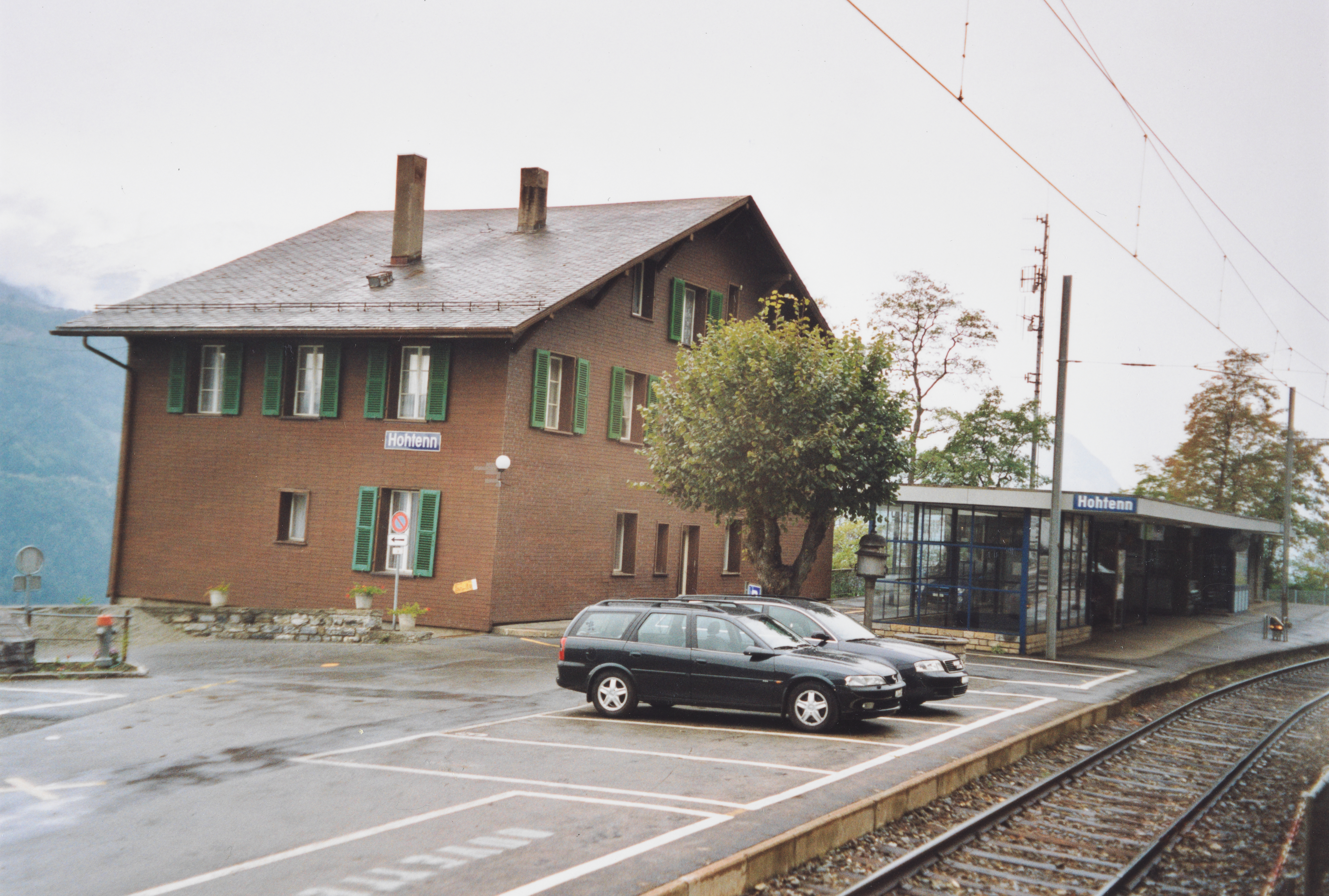
Nel 2004